# Don (Lancashire)
Don je vodní tok v anglickém hrabství Lancashire v Anglii. Je dlouhý 10,69 km a jeho povodí má rozlohu 1 082,31 ha.
Pramení na kopci Peacock Hill jako Hey Stacks Clough, teče na západ k Black Clough Head, kde po soutoku s potokem Tom Groove se stává vodním tokem pod názvem Black Clough. Black Clough pokračuje kolem domu Robin Hood's House do Rapes Hole. Potok, nyní znám jako Thursden Brook, protéká kolem Cockridge Copy a vlévá se do údolí Thursden severovýchodně od města Burnley. Potok Thursden se u mostu Cockden Bridge mění v řeku Don a protéká lesem Scrogg's Wood poblíž Heasandfordu, kde se u mostu Netherwood Bridge vlévá do řeky Brun.